# Ruhnama
Ruhnama sau Cartea Sufletului este o carte scrisă de fostul dictator turkmen Saparmurat Niiazov. Cartea a fost concepută de fostul dictator ca un îndrumar spiritual și combină cultul personalității cu politica numită turkmenizare, o versiune revizionistă a istoriei naționale cu note autobiografice, plus o secțiune cu povestiri și poezii ale poetului sufist Magtymguly Pyragy. Cartea a fost tradusă în 41 de limbi.

## Istorie
În anul 2001, Saparmurat Niiazov, a publicat primul volum cu scopul de a ridica spiritul turkmen, iar în anul 2004 a apărut și al doilea volum care tratează probleme etice, filozofice și ale comportamentului în viață. 
În anul 2006, Niiazov a declarat că a intrat în contact cu Dumnezeu și că cel care va citi cartea de trei ori va avea calea deschisă către rai. Treptat, Cartea Sufletului a fost introdusă în viața publică, devenind în ultimii ani ai dictaturii lui Niiazov, carte de căpătâi. La început, au fost trimise copii la bibliotecile și librăriile din țară, pentru ca apoi studiul acestei cărți să fie obligatoriu în școli, universități și alte instituții publice. Noii funcționari publici trebuiau să dovedească, prin intermediul unor examene, că dețineau cunoștințe despre Ruhnama. De asemenea, la examenul pentru obținerea permisului auto, candidații susțineau probe de cunoștințe din Ruhnama. Guvernul a obligat bibliotecile și instituțiile publice să afișeze vizibil cartea, precum și moscheile să o expună la fel de vizibil precum Coranul. După decesul lui Niiazov, cartea a continuat să aibă o importanță crescută în Turkmenistan. În 2009, succesorul lui, președintele Gurbangulî Berdîmuhamedov, încă recomanda cartea ca un instrument de educație al copiilor.

## Rolul în viața publică
Studiul Ruhnamei este obligatoriu și este efectuat atât în cadrul religios cât și în restul învățământului public. Cartea se studiază începând de la clasele primare până la facultate. 
Criticarea în public a cărții era considerată un afront adus președintelui iar pedepsele puteau ajunge până la închiderea sau tortura celui care a adus ofensa sau chiar a întregii sale familii, dacă ofensa era gravă. De la moartea lui Niiazov, lipsa de respect față de cartea Ruhnama este un lucru controversat. 
În capitala țării, Așgabat, există o replică mecanică uriașă a Cărții Sufletului. În fiecare seară, la ora 20:00, aceasta se deschide și pe paginile sale, care sunt în realitate ecrane, apar pasaje animate ale cărții. 
Ziaristul Benjamin Harvey de la Associated Press, a informat în mai 2007, la puține luni după moartea lui Niiazov, că televiziunile din Turkmenistan emiteau lecturi solemne din carte și că de o parte și alta a arcelor de la intrarea în cea mai mare moschee din Asia Centrală, aflată în satul natal a lui Niiazov, era inscripționat: „Ruhnama este o carte sfântă” și „Coranul este cartea lui Allah”, iar pe șoseaua care ducea la Așgabat, precum și pe monumentele și clădirile din capitală, erau afișe cu citate din Ruhnama.